# Carcinogeno
Un agente  carcinogeno  o cancerogeno, (rispettivamente dal greco Καρκίνος o dal latino Cancer, granchio, col suffissoide -geno, dal greco Γένεσις, genesi, che genera cancro) è un fattore chimico, fisico o biologico (molecola o miscela chimica, radiazione, agente virale, batterico, fungino, animale, condizione di esposizione) in grado di causare tumori o favorirne l'insorgenza e la propagazione. L'Organizzazione mondiale della sanità, tramite lo IARC, classifica questi fattori o agenti espositivi, valutandone il grado di rischio, secondo criteri generali condivisi dalla comunità scientifica internazionale.
Mutagenicità e cancerogenicità possono essere correlate, visti i meccanismi biomolecolari che sovraintendono a molte funzioni cellulari, ma molti mutageni sono cancerogeni e alcuni cancerogeni non sono mutageni.

## Premessa ed esempi di cancerogeni e loro azione
Come accennato, mutageni e cancerogeni non sono sempre correlati. Ad esempio l'alcool e gli estrogeni sono o possono essere in determinate condizioni, cancerogeni ma non mutageni; essi stimolano la mitosi e l'aumento della velocità tra le divisioni cellulari riduce il tempo a disposizione per la riparazione del DNA, incrementando la possibilità di un errore genetico che sarà trasmesso alle cellule figlie.
Oltre a specifiche molecole di formula chimica ben definita, spesso molto note come il benzene (C6H6), il benzo[a]pirene (C20H12), l'amianto crocidolite ([Na2(Mg,Fe)6Si8O22(OH)2]), esiste una variegata tipologia di agenti in grado di indurre neoplasie. Tra i più nocivi, possiamo trovare esemplificativamente una estrema diversificazione di cancerogeni.
La diversificazione in classi di fattori è puramente formale; le uniche realtà scientifiche sono l'effetto e la classificazione internazionale.

Ad esempio il summenzionato amianto causa mesotelioma, viene classificato Gruppo 1: agente sicuramente cancerogeno per l'uomo, formalmente un cancerogeno chimico anche se esplica la sua azione anche per la sua struttura fisica (forma, resistenza, dimensioni) delle sue fibre, non intervenendo solo in reazioni chimiche (si ritrova chimicamente inalterato, a distanza di anni, nei tessuti biologici), anche se si ipotizzano meccanismi molto diversificati e fasi sequenziali di iniziazione e di promozione. Tra questi meccanismi si citano il mediare l'ingresso di DNA estraneo in cellule bersaglio, catalizzare la produzione di specie chimiche molto reattive, e agire direttamente attraverso interazioni fisiche con le cellule del mesotelio in congiunzione con effetti indiretti seguenti l'interazione con cellule infiammatorie quali i macrofagi.
L'analisi delle interazioni tra fibre di amianto e DNA ha mostrato che le fibre fagocitate sono in grado di entrare in contatto con i cromosomi, spesso aderendo alle fibre cromatiniche o rimanere "impigliati" all'interno del cromosoma. Questo contatto tra la fibra di amianto e cromosomi o proteine strutturali dell'apparato del fuso può indurre anomalie complesse,  come la monosomia del cromosoma 22.

### Esempi
Tra molteplici esempi di cancerogeni abbiamo agenti:
- Biologici; animali, fungini, vegetali, batterici, virali:
  - infestazione da Clonorchis sinensis,
  - l'infestazione da Schistosoma haematobium,
  - Infestazioni fungine da Aspergillus flavus o Aspergillus fumigatus, che producono aflatossina,
  - La noce di Areca catechu o Betel,
  - alcune tipologie di infezioni da Helicobacter pylori,
  - il virus di Epstein-Barr, (EBV) o Human herpesvirus 4 (HHV-4), agente della mononucleosi infettiva o malattia del bacio,
  - epatite da infezione cronica di virus B e C,
  - alcuni tipi di papillomavirus umano (HPV),
- Chimici; chimico-fisici, inorganici, organici e biochimici, da molecole e miscele
  - le emissioni in interni dalla combustione domestica di carbone,
  - i fumi di combustione di motore diesel,
  - la terapia estrogenica, nella terapia ormonale sostitutiva in post-menopausa,
  - le bevande alcoliche,
  - i composti del nichel,
  - la polvere di silice, cristallina, in alcune forme di quarzo o cristobalite,
  - il fumo passivo di tabacco,
- Da attività
  - attività da estrazione in miniera di amianto
  - l'attività da fonderia di ferro e acciaio (esposizione professionale),
  - attività da estrazione in miniera di ematite,
  - la polvere di cuoio nelle attività di manifattura del pellame,
- Fisici
  - Radionuclidi emittenti particelle alfa come il 210Polonio, prodotti di fissione nucleare, come lo 90Stronzio emittente particelle beta, o tutti gli isotopi del plutonio emittente raggi gamma,
  - le radiazioni ionizzanti (tutti i tipi),
  - la radiazione di neutroni,
  - la radiazione ultravioletta (lunghezza d'onda 100-400 nm, onnicomprensiva, UVA, UVB e UVC).

Tali agenti, spesso sono valutati nella tipologia di esposizione precisamente definita nella valutazione scientifica. Ad esempio l'esposizione ad amianto è cancerogena sia nelle attività estrattive che nell'utilizzo finale dei manufatti, l'attività da estrazione in miniera di ematite, espone allo sviluppo di tumori, l'uso dei manufatti in ematite no.

## Classificazione
Le varie metodologie di classificazione degli agenti cancerogeni riguardano una vasta tipologia di fattori, ma generalmente per carcinogeno, se usato come sostantivo, si intende una molecola o una miscela che provochino il cancro (il fumo è carcinogeno, il benzene è carcinogeno, eccetera), non è comunque scorretto definire cancerogeno un fascio di neutroni, anche se è più in uso definire che abbiano effetti cancerogeni.
A livello internazionale, l'International Agency for Research on Cancer IARC, agenzia dell'Organizzazione mondiale della sanità (OMS), classifica i carcinogeni noti in cinque gruppi:
- Gruppo 1: l'agente (composto) è sicuramente cancerogeno per l'uomo. Le circostanze di esposizione danno luogo a esposizioni che sono cancerogene per l'uomo;
- Gruppo 2A: l'agente (composto) è probabilmente cancerogeno per l'uomo. Le circostanze di esposizione danno luogo a esposizioni che sono probabilmente cancerogene per l'uomo;
- Gruppo 2B: l'agente (composto) è possibile cancerogeno per l'uomo. Le circostanze di esposizione danno luogo a esposizioni che forse sono cancerogene per l'uomo;
- Gruppo 3: l'agente (composto o circostanza di esposizione) non è classificabile in base alla sua cancerogenicità per gli uomini;
- Gruppo 4: l'agente (composto) è probabilmente non cancerogeno per l'uomo. (Classificazione Non più Utilizzata dall'AIRC)

### Altri sistemi classificatori
Altri sistemi classificatori sono:
- Classificazione della UE (direttiva 2004/37/CE);
- Classificazione della Commissione Consultiva Tossicologica Nazionale (CCTN) del Ministero della Salute italiano;
- Classificazione del United States Environmental Protection Agency (US EPA), negli Stati Uniti d'America;
- Classificazione del National Toxycological Program (NTP), negli Stati Uniti d'America;
- Classificazione dell'American Conference of Governmental Industrial hygienists (ACGIH) negli Stati Uniti d'America;
- Classificazione del California Environmental Protection Agency (CalEPA) nello Stato della California negli Stati Uniti d'America.

## Carcinogeni fisici
Secondo il modello prevalente, qualsiasi esposizione alle radiazioni può aumentare il rischio di cancro. Contributori tipici di tale rischio includono radiazioni naturali di fondo, le procedure mediche, le esposizioni professionali, incidenti nucleari, e molti altri.
Fino al 10% dei tumori invasivi sono legati all'esposizione alle radiazioni, che comprende sia le radiazioni ionizzanti che radiazioni non ionizzanti.  Inoltre, la stragrande maggioranza dei cancri non invasivi sono non-melanomi, tumori della pelle causati dalle radiazioni ultraviolette non ionizzanti. La posizione dell'ultravioletto nello spettro elettromagnetico è sul confine tra radiazioni ionizzanti e non ionizzanti. Radiazioni non ionizzanti di radiofrequenza dei telefoni cellulari, la trasmissione di energia elettrica e altre fonti simili sono stati descritti come un possibile cancerogeno dallo IARC.
L'esposizione a radiazioni ionizzanti è noto aumentare l'incidenza futura del cancro, in particolare la leucemia. Il meccanismo con cui ciò si verifica è ben compreso, ma modelli quantitativi che predicono il livello di rischio rimangono controversi. Le postula più ampiamente accettata del modello è che l'incidenza di tumori dovuti alle radiazioni ionizzanti aumenta linearmente con la dose efficace di radiazione ad un tasso del 5,5% per sievert.
Se il modello lineare è corretto, allora la radiazione di fondo naturale è la fonte più pericolosa di radiazioni per la salute pubblica in generale, seguita dalla diagnostica medica per immagini.
Il Radon è il responsabile per la maggior esposizione pubblica media mondiale a radiazioni ionizzanti. Spesso è il singolo più grande contributore alla dose di radiazione di fondo naturale di un individuo, ed è il più variabile da luogo a luogo. I gas di radon da fonti naturali possono accumularsi negli edifici, specialmente in zone chiuse, come soffitte e cantine. Si può trovare anche in alcune acque di sorgente e nelle sorgenti calde.
L'evidenza epidemiologica mostra un chiaro legame tra il cancro del polmone e alte concentrazioni di radon, seconda solo al fumo di sigaretta, secondo la protezione dell'ambiente degli Stati Uniti.  Così, in aree geografiche in cui radon è presente in concentrazioni alte, il radon è considerato un importante inquinante dell'aria interna.
Esposizione residenziale al radon ha rischi di cancro simili al fumo passivo.  La radiazione è una potente fonte di cancro quando è combinata con altri agenti che causano il cancro, come il fumo di tabacco.
Nei paesi industrializzati, l'imaging medico contribuisce a una dose di radiazioni quasi quanto la radiazione di fondo naturale.

## Carcinogeni biologici

### Teorie su fattori carcinogeni biologici

#### Ipossia cellulare
Un importante aspetto che caratterizza le cellule tumorali e che consente loro di poter essere così resistenti riguarda la presenza o meno di Ossigeno. È lo scienziato Otto Heinrich Warburg, Premio Nobel nel 1931, accompagnato da un gruppo di scienziati, ad ipotizzare per poi dimostrare sperimentalmente una delle principali cause dell'insorgere della neoplasia:
(Otto Heinrich Warburg, Il metabolismo dei tumori)
La scoperta del Dott. Warburg ruota proprio attorno a questa caratteristica: egli ha scoperto che il cancro è il risultato di uno stile di vita anti-fisiologico. Per anti-fisiologico si intende un inadatto stile di vita dal punto di vista nutrizionale (ad esempio attraverso una dieta basata su cibi acidificanti) coadiuvato da scarsa attività fisica (un'attività fisica deficitaria implica uno scarso apporto di Ossigeno a disposizione per le cellule).

##### Acidosi
In condizioni avverse il corpo accumula sostanze acide che favoriscono la presenza e lo sviluppo di masse tumorali. L'instaurarsi di uno stato di Acidosi cellulare causa il mancato apporto di Ossigeno alle cellule, a differenza dello stato di Alcalosi che provoca un deficit d'espulsione della CO2). (Vedi -->  Acidosi Metabolica).

- Acidosi:  {\displaystyle \downarrow } rapporto {\displaystyle ([HCO_{3}]^{-}/[CO_{2}])} {\displaystyle \Rightarrow } {\displaystyle \downarrow } pH

Se diminuzione dipende da:

{\displaystyle \downarrow [HCO_{3}]^{-}\Rightarrow } Acidosi metabolica (non-respiratoria)

{\displaystyle \uparrow CO_{2}\Rightarrow } Acidosi respiratoria

- Alcalosi:  {\displaystyle \uparrow } rapporto {\displaystyle ([HCO_{3}]^{-}/[CO_{2}])} {\displaystyle \Rightarrow } {\displaystyle \uparrow } pH

Se aumento dipende da:

{\displaystyle \uparrow [HCO_{3}]^{-}\Rightarrow } Alcalosi metabolica (non-respiratoria)

{\displaystyle \downarrow CO_{2}\Rightarrow } Alcalosi respiratoria

Lo stile di vita alimentare può alterare l'equilibrio acido-base naturale nel corso del tempo. Diete acidogene, che sono in genere ad alto contenuto di proteine animali e di sale, e povere di frutta e verdura, possono portare ad uno stato di acidosi metabolica.

La relazione tra dieta e rischio di cancro richiede domande sul ruolo dell'acidosi nell'iniziazione e nella progressione della neoplasìa: il cancro è innescato da perturbazioni genetiche ed epigenetiche nella cellula normale, ma è diventato chiaro che fattori microambientali e sistemici esercitano effetti che modificano lo sviluppo delle cellule tumorali. Non ci sono studi che dimostrano un legame diretto tra acidosi indotta dalla dieta e cancro, ma si è consapevoli che lo squilibrio acido-base influenza le attività molecolari intermedie ripercuotendosi "a valle" sulla carcinogenesi.

L'acidità è un fattore ben noto associato al cancro. Livelli di pH più bassi nello spazio extracellulare promuovono il potenziale invasivo e metastatico delle cellule tumorali. L'acidità extracellulare è in gran parte generata dalle cellule tumorali a causa della sovrabbondanza di protoni H+ e di acido lattico. Questo fenomeno è distinto dall'acidità causata da una dieta acidogenica che invece è determinata dall'equilibrio che i costituenti dietetici acidi e basi formano. La maggior parte della frutta e della verdura ad esempio fa parte della dieta basegenica in quanto i prodotti metabolizzati sono precursori di anioni organici come citrati, succinati, e basi coniugate degli acidi carbossilici; il metabolita finale di quest'ultimi sono anioni bicarbonato. In poche parole agiscono come antagonisti dei composti acidi.
L'assunzione di cibi acidogeni come quelli ad alto contenuto proteico può avere un effetto immediato sull'aumento della produzione di acido mentre quelli a basso contenuto proteico può comportare una riduzione significativa dell'escrezione acida. A breve termine l'elevata acidità può causare il temporaneo squilibrio acido-base, ma è rapidamente compensata naturalmente e non ha alcun effetto clinico misurabile. Una dieta acidogena persistente, tuttavia, aumenta la probabilità di un contemporaneo aumento dell'acidità e abbassamento dei livelli di bicarbonato sierico, in quanto i processi di compensazione diventano meno efficienti. Potenziali effetti a lungo termine delle diete acidogene sono ulteriormente aggravati dalla riduzione della funzione renale tipica dell'invecchiamento.

##### Sedentarietà
Vi è ampia evidenza che suggerisce che l'esercizio fisico regolare può ridurre l'incidenza di vari tipi di cancro. Uno stile di vita sedentario è stato associato con la maggior parte delle malattie croniche. L'inattività fisica è stata associata ad un aumentato rischio di cancro della mammella, del colon, della prostata, del pancreas e del melanoma. L'aumento del rischio di cancro al seno tra le donne sedentarie ha dimostrato di essere dovuto alla mancanza di esercizio fisico ed è stato associato ad una maggiore concentrazione sierica di estradiolo, minore concentrazione di globulina legante gli ormoni, masse grasse più grandi e più alti livelli di insulina nel siero.
L'inattività fisica può anche aumentare il rischio di cancro al colon (probabilmente a causa di un aumento del tempo di transito gastrointestinale, aumentando così la durata del contatto con potenziali agenti cancerogeni), alterare i livelli di prostaglandina, deprimere la funzione immunitaria, e modificare il metabolismo degli acidi della bile; mentre è stata osservata una riduzione di quasi il 50% in termini di incidenza di tumore del colon tra gli individui con i più alti livelli di attività fisica.

#### Glicolisi
Le cellule tumorali possono vivere in condizioni di Ipossìa (scarsa presenza di Ossigeno) e Anaerobiosi (assenza di Ossigeno) vivendo esclusivamente grazie alla presenza di Glucosio.
Molti studiosi hanno cercato di dimostrare negli anni come tumore ed Ipossìa siano strettamente collegati in un abbraccio di morte; Don Ayer, professore del Dipartimento delle Scienze Oncologiche dell'Università dello Utah (USA) è riuscito a dimostrare come le cellule cancerogene utilizzino molto di più il glucosio di quando non lo facciano le cellule normali.

Secondo lo stesso Dott. Ayer, "dal 1923 sappiamo che le cellule tumorali utilizzano molto più glucosio rispetto alle cellule normali. La nostra ricerca aiuta a mostrare come questo processo ha luogo, e come potrebbe essere fermato per controllare la crescita tumorale".

Nella crescita di una cellula, che sia normale o cancerosa, viene coinvolto sia il Glucosio (D-(+)-glucopiranosio, zucchero semplice) sia la Glutammina (amminoacido, 5-ammide dell'acido 2(S)-ammino-1,5-pentandioico), entrambi fondamentali ed interdipendenti; la loro interdipendenza può essere utilizzata per bloccare la crescita della cellula tumorale secondo quanto sta studiando il Dott. Ayer.

## Carcinogeni chimici
I carcinogeni chimici possono essere divisi in due gruppi: carcinogeni primari (reagiscono direttamente con il DNA); carcinogeni secondari (hanno prima bisogno di essere attivati). L'attivazione dei carcinogeni secondari può avvenire spontaneamente o essere mediata da un catalizzatore enzimatico. Un carcinogeno può subire anche una inattivazione con conseguente escrezione.
Nella successiva sezione sugli agenti alchilanti si vedrà quale importante ruolo abbiano i citocromi P450 nei processi di detossificazione. A tale proposito va fatta chiarezza, in quanto questi enzimi sono comunemente definiti come una lama a doppio taglio. Tanto è vero che abbiano capacità detossificanti, tanto è vero che possono attivare un processo radicalico su una molecola non tossica rendendola dunque propensa ad avviare il processo di carcinogenesi. Un esempio è la dimetilnitrosurea (N,N'-dimethylnitrosourea o DMNU) che, causa l'ossidazione da parte del citocromo P450, si trasforma nella sua specie radicalica. Questa molecola instabile (i radicali sono molecole reattive per definizione) può essere inoltrata verso una via di attivazione della carcinogenesi, oppure per una via di detossificazione.

### Agenti alchilanti
In questa categoria sono compresi circa 1/5 dei carcinogeni conosciuti. Sono così chiamati in quanto in grado di aggiungere catene alchiliche al DNA. Possono essere discriminati in due gruppi: elettrofili diretti (carcinogeni primari); precarcinogeni (2°). Oltretutto, i carcinogeni primari (1°) possono essere suddivisi in mono- o di-funzionali. Questa discriminazione è fatta sulla base di una loro possibile propensione; cioè riuscire o non riuscire a legare due molecole contemporaneamente, siano esse due proteine, due acidi nucleici oppure una proteina con un acido nucleico.
Grossa importanza va data al ruolo degli enzimi facenti capo alla famiglia dei citocromi P450. Questi catalizzatori, abitanti del nostro fegato, sono una famiglia di 50 enzimi. Sono delle monossigenasi, dunque in grado di portare avanti reazioni di ossidazione a carico delle catene alchiliche. I citocromi P450 hanno una tasca idrofobica che funge da sito reattivo in cui vengono racchiuse le catene alchiliche delle molecole tossiche. Ossidandole permettono una loro solubilizzazione ed una conseguente espulsione.

### Esempio di ossidazione da parte del cit-P450
L'idrocarburo aromatico toluene (CH3-Ph) è una molecola tossica, anche se meno del benzene (H-Ph), chimicamente molto affine e che inoltre possiede attività cancerogena. Questa sua minor tossicità è data proprio dall'azione che il cit-P450 ha su di essa. Accade infatti che il toluene CH3-Ph viene ossidato ad alcol, di qui ad aldeide, ad acido carbossilico e dunque liberato, azione che non può avvenire sul benzene a causa della maggior stabilità dello stesso; il gruppo metilico del toluene induce una polarizzazione elettronica sull'anello aromatico e sul sostituente CH3 stesso, favorendo così alcune possibili reazioni chimiche, e la sua degradazione (sia biologica che ambientale), azione impedita dalla maggiore uniformità nella distribuzione della nube elettronica nell'anello benzenico non sostituito.

### Alcuni esempi di carcinogeni chimici, molecole e miscele
- Aflatossina -Classe 1
- Amianto -Classe 1
- Benzene -Classe 1
- Benzo[a]pirene -Classe 1
- Cromo esavalente e suoi composti -Classe 1
- Carbone, distillazione, gasificazione, combustione e produzione di Coke -Classe 1
- Diesel, fumi di scarico dei motori alimentati dal combustibile -Classe 1
- Alcool etilico nelle bevande alcoliche -Classe 1
- Formaldeide -Classe 1
- tabacco, fumo  attivo e passivo -Classe 1
- Nichel, nei suoi composti -Classe 1
- Cloruro di vinile, monomero del PVC -Classe 1
- Legname, polvere di segheria -Classe 1
- Steroidi anabolizzanti -Classe 2A
- Gas mostarda come l'Iprite -Classe 1 -carcinogeno bifunzionale
- 3-metil-1-fenilatrazina - precarcinogeno
- Dimetilnitrosammina - precarcinogeno
- Dimetilatrazina - precarcinogeno
- Metilnitrosurea - precarcinogeno